# MEASAT-2
O MEASAT-2 (também conhecido por Africasat 2 e Afrisat 2) é um satélite de comunicação geoestacionário malaio construído pela Hughes. Ele está localizado na posição orbital de 148 graus de longitude leste e é operado pela MEASAT. O satélite foi baseado na plataforma HS-376 e sua expectativa de vida útil era de 11 anos.

## Lançamento
O satélite foi lançado com sucesso ao espaço no dia 13 de novembro de 1996, por meio de um veículo Ariane-44L H10-3, lançado a partir do Centro Espacial de Kourou, na Guiana Francesa, juntamente com o satélite Arabsat 2B. Ele tinha uma massa de lançamento de 1.450 kg.

## Capacidade e cobertura
O MEASAT-2 é equipado com 12 transponders em banda C e 11 banda Ku para fornecer serviços de telecomunicações e de radiodifusão em toda a África, Sul da Europa e Oriente Médio.